# Italia - Scozia di rugby a 15
Le nazionali di rugby a 15 di Italia e Scozia si incontrano, a livello di test match, dal 14 dicembre 1996.
In tale data la Scozia batté l'Italia 29-22 allo Stadio di Murrayfield di Edimburgo.
La prima vittoria contro la Nazionale del Cardo giunse nel secondo incontro tra le due squadre, a Treviso il 24 gennaio 1998, 24-21 per l'Italia.
Le due squadre si incontrarono anche in occasione dell'esordio assoluto dell'Italia nel torneo del Sei Nazioni allo stadio Flaminio di Roma, e lì gli Azzurri vinsero 34-20.
La vittoria italiana per 37-21 a Edimburgo nel Sei Nazioni 2007 costituì sia la prima impresa esterna del torneo che la prima sconfitta interna della Scozia da parte dell'Italia.
Al 9 marzo 2024, le due squadre si sono incontrate 37 volte, con 9 vittorie italiane e 28 scozzesi; all'interno del Sei Nazioni, invece, gli scontri diretti fra le due nazionali sono stati 25, dei quali 8 vinti dall'Italia e 17 dalla Scozia. L'ultimo incontro fra le nazionali, disputatosi nel contesto del Sei Nazioni 2024, è stato vinto dall'Italia con il punteggio di 31-29.

## Riepilogo
| Sede         | Giocate | Vittorie Italia | Vittorie Scozia | Pareggi | Punti Italia | Punti Scozia |
| ------------ | ------- | --------------- | --------------- | ------- | ------------ | ------------ |
| In Italia    | 16      | 7               | 9               | 0       | 302          | 344          |
| In Scozia    | 18      | 2               | 16              | 0       | 262          | 533          |
| Campo neutro | 3       | 0               | 3               | 0       | 58           | 82           |
| Totale       | 37      | 9               | 28              | 0       | 622          | 959          |

## Risultati
| N° | Data              | Località      | Impianto                 | Partita         | Risultato | Vincitrice | Competizione       |
| -- | ----------------- | ------------- | ------------------------ | --------------- | --------- | ---------- | ------------------ |
| 1  | 14 dicembre 1996  | Edimburgo     | Murrayfield              | Scozia — Italia | 29–22     | Scozia     | Test match         |
| 2  | 24 gennaio 1998   | Treviso       | Stadio di Monigo         | Italia — Scozia | 25–21     | Italia     | Test match         |
| 3  | 6 marzo 1999      | Edimburgo     | Murrayfield              | Scozia — Italia | 30–12     | Scozia     | Test match         |
| 4  | 5 febbraio 2000   | Roma          | Stadio Flaminio          | Italia — Scozia | 34–20     | Italia     | Sei Nazioni        |
| 5  | 17 marzo 2001     | Edimburgo     | Murrayfield              | Scozia — Italia | 23–19     | Scozia     | Sei Nazioni        |
| 6  | 16 febbraio 2002  | Roma          | Stadio Flaminio          | Italia — Scozia | 12–29     | Scozia     | Sei Nazioni        |
| 7  | 29 marzo 2003     | Edimburgo     | Murrayfield              | Scozia — Italia | 33–25     | Scozia     | Sei Nazioni        |
| 8  | 23 agosto 2003    | Edimburgo     | Murrayfield              | Scozia — Italia | 47–15     | Scozia     | Test match         |
| 9  | 6 marzo 2004      | Roma          | Stadio Flaminio          | Italia — Scozia | 20–14     | Italia     | Sei Nazioni        |
| 10 | 26 febbraio 2005  | Edimburgo     | Murrayfield              | Scozia — Italia | 18–10     | Scozia     | Sei Nazioni        |
| 11 | 18 marzo 2006     | Roma          | Stadio Flaminio          | Italia — Scozia | 10–13     | Scozia     | Sei Nazioni        |
| 12 | 24 febbraio 2007  | Edimburgo     | Murrayfield              | Scozia — Italia | 17–37     | Italia     | Sei Nazioni        |
| 13 | 29 settembre 2007 | Saint-Étienne | Stadio Geoffroy Guichard | Scozia — Italia | 18–16     | Scozia     | Coppa del Mondo    |
| 14 | 15 marzo 2008     | Roma          | Stadio Flaminio          | Italia — Scozia | 23–20     | Italia     | Sei Nazioni        |
| 15 | 28 febbraio 2009  | Edimburgo     | Murrayfield              | Scozia — Italia | 26–6      | Scozia     | Sei Nazioni        |
| 16 | 27 febbraio 2010  | Roma          | Stadio Flaminio          | Italia — Scozia | 16–12     | Italia     | Sei Nazioni        |
| 17 | 19 marzo 2011     | Edimburgo     | Murrayfield              | Scozia — Italia | 21–8      | Scozia     | Sei Nazioni        |
| 18 | 20 agosto 2011    | Edimburgo     | Murrayfield              | Scozia — Italia | 23–12     | Scozia     | Test match         |
| 19 | 17 marzo 2012     | Roma          | Stadio Olimpico          | Italia — Scozia | 13–6      | Italia     | Sei Nazioni        |
| 20 | 9 febbraio 2013   | Edimburgo     | Murrayfield              | Scozia — Italia | 34–10     | Scozia     | Sei Nazioni        |
| 21 | 22 giugno 2013    | Pretoria      | Loftus Versfeld          | Scozia — Italia | 30–29     | Scozia     | Test match         |
| 22 | 22 febbraio 2014  | Roma          | Stadio Olimpico          | Italia — Scozia | 20–21     | Scozia     | Sei Nazioni        |
| 23 | 28 febbraio 2015  | Edimburgo     | Murrayfield              | Scozia — Italia | 19–22     | Italia     | Sei Nazioni        |
| 24 | 22 agosto 2015    | Torino        | Stadio Olimpico          | Italia — Scozia | 12–16     | Scozia     | Test match         |
| 25 | 29 agosto 2015    | Edimburgo     | Murrayfield              | Scozia — Italia | 48–7      | Scozia     | Test match         |
| 26 | 27 febbraio 2016  | Roma          | Stadio Olimpico          | Italia — Scozia | 20–36     | Scozia     | Sei Nazioni        |
| 27 | 18 marzo 2017     | Edimburgo     | Murrayfield              | Scozia — Italia | 29–0      | Scozia     | Sei Nazioni        |
| 28 | 10 giugno 2017    | Singapore     | Stadio Nazionale         | Italia — Scozia | 13–34     | Scozia     | Test match         |
| 29 | 17 marzo 2018     | Roma          | Stadio Olimpico          | Italia — Scozia | 27–29     | Scozia     | Sei Nazioni        |
| 30 | 2 febbraio 2019   | Edimburgo     | Murrayfield              | Scozia — Italia | 33–20     | Scozia     | Sei Nazioni        |
| 31 | 22 febbraio 2020  | Roma          | Stadio Olimpico          | Italia — Scozia | 0–17      | Scozia     | Sei Nazioni        |
| 32 | 14 novembre 2020  | Firenze       | Stadio Artemio Franchi   | Italia — Scozia | 17–28     | Scozia     | Autumn Nations Cup |
| 33 | 20 marzo 2021     | Edimburgo     | Murrayfield              | Scozia — Italia | 52–10     | Scozia     | Sei Nazioni        |
| 34 | 12 marzo 2022     | Roma          | Stadio Olimpico          | Italia — Scozia | 22–33     | Scozia     | Sei Nazioni        |
| 35 | 18 marzo 2023     | Edimburgo     | Murrayfield              | Scozia — Italia | 26–14     | Scozia     | Sei Nazioni        |
| 36 | 29 luglio 2023    | Edimburgo     | Murrayfield              | Scozia — Italia | 25–13     | Scozia     | Test match         |
| 37 | 9 marzo 2024      | Roma          | Stadio Olimpico          | Italia — Scozia | 31–29     | Italia     | Sei Nazioni        |
| 38 | 1º febbraio 2025  | Edimburgo     | Murrayfield              | Scozia — Italia | –         |            | Sei Nazioni        |